# براندان ماتياس
براندان ماتياس هو عداء مسافات طويلة كندي، ولد في 12 أغسطس 1969.

## وصلات خارجية
- براندان ماتياس على موقع الاتحاد الدولي لألعاب القوى (الإنجليزية)
- براندان ماتياس على موقع أوليمبيديا (الإنجليزية)
- براندان ماتياس على موقع اتحاد ألعاب الكومنولث (مؤرشف) (الإنجليزية)